# Jean-Baptiste Vermeulen de Mianoye
Jean-Baptiste Vermeulen (Lokeren, 28 april 1788 - Gent, 8 december 1872) was een Belgisch edelman.

## Levensloop
- Jean-Baptiste Vermeulen was een zoon van Pierre-Jacques Vermeulen en Colette-Cornélie Tack. Hij trouwde in Gent in 1819 met Mélanie Dons de Lovendeghem (1796-1879). Ze kregen drie kinderen. In 1845 verkreeg hij opname in de erfelijke Belgische adel.
  - Alfred Vermeulen (1821-1901) verkreeg in 1885 de Mianoye aan de familienaam te mogen toevoegen. Hij werd in 1881 door paus Leo XIII begiftigd met de titel pauselijk graaf. Hij trouwde in 1852 met zijn nicht, gravin Caroline de Gourcy-Serainchamps (1830-1900). Ze kregen drie kinderen. 
    - Ernest Vermeulen de Mianoye (1855-1931) trouwde in Brussel in 1880 met gravin Marie-Thérèse van den Steen de Jehay (1859-1941). Het echtpaar bleef kinderloos en de naam doofde uit bij zijn overlijden.